# Mark Mendelblatt
Mark Stephen Mendelblatt (San Petersburgo, 19 de febrero de 1973) es un deportista estadounidense que compitió en vela en las clases Laser y Star.
Ganó una medalla de bronce en el Campeonato Mundial de Star de 2011 y una medalla de oro en el Campeonato Europeo de Star de 2006. También obtuvo una medalla de plata en el Campeonato Mundial de Laser de 2004.
Participó en dos Juegos Olímpicos de Verano, ocupando el octavo lugar en Atenas 2004 (Laser) y el séptimo en Londres 2012 (Star).

## Palmarés internacional
| Campeonato Mundial | Campeonato Mundial | Campeonato Mundial | Campeonato Mundial |
| Año                | Lugar              | Medalla            | Clase              |
| ------------------ | ------------------ | ------------------ | ------------------ |
| 2004               | Bodrum (Turquía)   | Medalla de plata   | Laser              |

| Campeonato Mundial | Campeonato Mundial  | Campeonato Mundial | Campeonato Mundial |
| Año                | Lugar               | Medalla            | Clase              |
| ------------------ | ------------------- | ------------------ | ------------------ |
| 2011               | Perth (Australia)   | Medalla de bronce  | Star               |
| Campeonato Europeo |                     |                    |                    |
| Año                | Lugar               | Medalla            | Clase              |
| 2006               | Hamburgo (Alemania) | Medalla de oro     | Star               |

1. ↑  En algunas ediciones del Campeonato Europeo se permitió la participación de regatistas de otros continentes.